# Виктор Амадей I Савойски
Вижте пояснителната страница за други личности с името Виктор Амадей Савойски.
Виктор Амадей I Савойски (на италиански: Vittorio Amedeo I di Savoia; * 8 май 1587, Торино, Савойско херцогство; † 7 октомври 1637, Верчели, сн. Италия) от Савойската династия, е 12-и херцог на Савоя (1630 – 1637) и принц на Пиемонт, титулярен крал на Кипър и на Йерусалим.

## Произход
Той е вторият син на Карл Емануил I Савойски (* 1562, † 1630), херцог на Савоя, и на съпругата му Каталина-Микаела Испанска (* 1567, † 1597). Негови дядо и баба по бащина линия са Емануил Филиберт, херцог на Савоя, и френската принцеса Маргарита дьо Валоа, а по майчина – испанският крал Филип II Испански и френската принцеса Елизабет дьо Валоа. Виктор има четирима братя и пет сестри:
- Филип Емануил (* 1586, † 1605)
- Емануил Филиберт (* 1588, † 1624), вицекрал на Сицилия (1622 – 1624)
- Маргарита (* 1589, † 1555), херцогиня на Мантуа и Монферат като съпруга на Франческо IV Гондзага
- Изабела (* 1591, † 1626), херцогиня на Модена и Реджо като съпруга на Алфонсо III д’Есте,
- Маврикий (* 1593, † 1627), кардинал, съпруг на племенницата си Лудовика Кристина Савойска
- Мария Аполония (* 1594, † 1656), монахиня в Рим
- Франциска Катерина (* 1595, † 1640), монахиня в Биела
- Томас Франциск (* 1596, † 1656), принц на Каринян, съпруг на Мария Бурбон-Соасон
- Йоанна († 1597)

Има и единадесет природени братя и сестри от извънбрачни връзки на баща му.

## Биография

### Детство
Виктор прекарва голяма част от детството си в двора на Мадрид според завещанието на баща си. След смъртта през 1605 г. на брат му Филип Емануил, наследствен принц, Виктор Амадей е обявен за законен наследник: в Ракониджи на 21 януари 1607 г. баща му иска от двора да му се закълне във вярност.

- Виктор Емануел като малък
- Виктор Амадей,
 принц на Пиемонт

### Брак и брачен живот
След кризата в отношенията с Испания и сближаването на баща му с Франция Виктор Амадей е оженен за сестрата на краля на Франция Луи XIII, Мария Кристина Бурбон-Френска, бъдеща първа „Кралска мадам“. Кардинал Маврикий Савойски и епископът на Анси Франсоа дьо Сал са посланиците, поискали ръката на френската принцеса. На 10 февруари 1619 г. – денят, в който Кристина навършва 13 години, двамата се венчават.
Оставайки в Париж до септември 1619 г., двойката по-късно заминава за Пиемонт. През ноември, след като пристига в Шамбери, тя е приета от двора и започват празненства.
Мария-Кристина донася в Торино онази лекота, която отдавна се диша в парижкия двор. Виктор Амадей – човек, малко свикнал със светския живот, неохотно участва в празненствата на жена му, въпреки че много я обича. Пред радостта от живота, въведена от Кристина, той предпочита самотните разходки в гората или лова.

### Политика
Виктор Амадей се възкачва на трона след смъртта на баща си през 1630 г. Политиката на Карл Емануил и по-специално участието му във Втората война за Монферат води до силна нестабилност в отношенията с Франция и Испания и малко предимства за Савойското херцогство при завладяването на някои територии на Монферат, предвид факта, че целият Монферат все още е твърдо държан от херцога на Мантуа Карло I Гонзага. За да защити държавата, Виктор Амадей I се нуждае от милиции, но му липсват както пари за набиране на наемни войски, така и възможността да създаде силна пиемонтска армия. Все пак той се опитва да укрепи малката армия, която е наследил от баща си, унищожена от войните за наследство на Монферат.
От примера, който Густав II Адолф от Швеция дава на Европа, савойският херцог разбира значението на една стабилна и добре обучена армия. Той нарежда да се укрепи артилерията, която става една от най-впечатляващите в Европа, също благодарение на откриването на специално училище за артилеристи. За седемте си години на управлението си той успява да преброи 20 000 души армия. Затова той решава да подпише мирен договор с Испания, като открито застава на страната на французите. Преговорите продължават през цялата 1630 г. и накрая в Кераско, между 5 и 7 април 1631 г., различните сили се срещат, за да сключат мирни споразумения. Според договорите Пинероло, който тогава е във френски ръце, той трябва да се върне на савойците, но тайно споразумение, подписано година по-рано в Торино, предвижда, като залог на френско-пиемонтския съюз, че добре оборудваната крепост ще остане у Франция, докато Париж ще се постарае Женева да падне в ръцете на Виктор Амадей I. Извършено е измислено връщане: херцогът получава ключовете на Пинероло и малко след това ги връща на Луи XIII. По този начин Франция си осигурява собственост върху много важния плацдарм на Пинероло, докато Трино и Алба са присъединени към Савойското херцогство.
При раждането на мъжкия наследник Франц Хиацинт Виктор Амадей I се опитва да повиши престижа на Савойския дом, като си дава титлата на крал на Кипър като потомък на Лузиняните, без обаче никой да му я е дал. Поради това той приема затворена форма до короната си, символ на кралската власт.

- Виктор Амадей I Савойски

### Смърт
В стремежа си да създаде антииспанска лига в Италия под ръководството на кардинал Ришельо Виктор Амадей I провежда някои военни операции между 1636 и 1637 г., като нанася тежко поражение на испанците при Момбалдоне.
Вечерта на 25 септември 1637 г. херцогът на Креки Шарл III предлага на савойския херцог разкошна вечеря, след която много гости се чувстват зле и са принудени да останат на легло. 50-годишният Виктор Амадей I заболява тежко и умира във Верчели на 7 октомври от вероятно хранително отравяне, оставяйки съпругата си като регентка на сина им. Погребан е в параклис на Катедралата във Верчели, до гробниците на Карл I, Карл III (II) и херцогиня Йоланда Френска. Синът му престолонаследник умира на 6-годишна възраст през октомври 1638 г.

## Брак и потомство
∞ 10 февруари 1619 г. в Лувъра в Париж за принцеса Мария-Кристина Бурбон-Френска от династията Бурбони (* 10 февруари 1606, Париж; † 27 декември 1663, Торино), третата дъщеря на френския крал Анри IV и на втората му съпруга Мария де Медичи, от която има трима сина и четири дъщери:
- Лудвиг Амадей Савойски (* 1622; † 1628), принц на Савоя
- Лудовика Кристина Савойска (* 27 юли 1629, Торино; † 12 май 1692, Торино), принцеса на Савоя, ∞ 1642 за нейния чичо кардинал Маврикий Савойски (* 1593, † 1657), от когото няма деца
- Франц Хиацинт Савойски (* 14 септември 1632, Торино; † 4 октомври 1638, Торино), 13-и херцог на Савоя (1637 – 38)
- Карл Емануил II Савойски (* 20 юни 1634, Торино; † 12 юни 1675, Торино), 14-и херцог на Савоя (1638 – 75), ∞ за Мария Йоанна Батиста Савойска-Немур (* 11 април 1644, Париж, † 15 март 1724, Торино), последната потомка на графовете на Женева, наследница на херцозите на Немур и на баронствата Фосини и Бофор, от която има един син (Виктор Амадей II). Има и един извънбрачен син и две извънбрачни дъщери от Мария Жана ди Трецесон, както и двама извънбрачни сина от Габриела ди Месмес де Маролес
- Маргарита Виоланта Савойска (* 15 ноември 1635, Торино; † 28 април 1663, Колорно), ∞ 11 август 1569 * (договор), 29 април 1660 в Торино за Ранучо II Фарнезе (* 1630 , † 1694), херцог на Парма, от когото има две мъртвородени деца
- Катерина Беатрис Савойска (* 6 ноември 1636; † 26 август 1637), принцеса на Савоя
- Хенриета Аделхайд Савойска (* 1636; † 1676), чрез брак курфюрстина на Бавария; ∞ 1652 за Фердинанд Мария (* 1636, † 1679), курфюрст на Бавария, от когото има няколко деца, седем от които достигат зряла възраст

- Децата на Виктор Амадей I
- принцеса Лудовика Кристина
- херцог Франц Хиацинт
- херцог Карл Емануил II
- херцогиня Маргарита Виоланта
- курфюрстина Хенриета Аделхайд